# Попов Дем'ян Володимирович
Дем'ян Володимирович Попов (Попович) (13 листопада 1899, Гапонівка, Лохвицький повіт — 23 липня 1990, Київ) — український, радянський, російський і козацький лікар-гомеопат, засновник Київської гомеопатичної школи.

## Життєпис
Дем'ян Володимирович Попов народився 13 листопада 1899 року в селі Гапонівка Лохвицького повіту Полтавської губернії Російської імперії у сім'ї приписного козака цього ж села Володимира Порфировича Поповича. Прізвище з Поповича на Попов було скорочено значно пізніше — при видачі свідоцтва про закінчення церковно-приходської школи. Потім вчився в інтернаті у селі Харківці і до 1919 року навчався у Лохвицькому комерційному училищі. В 7 років залишився без матері.
Після закінчення інституту в 1925 році і інтернатури Дем'ян Володимирович працював хірургом в Молдові і Кіровограді, потім завідував лікарнею у селі Устинівка Кіровоградської області до весни 1935 року. Саме тут, в сільській лікарні 1930-х років, де медикаментозна і хірургічна допомога була майже нульовою, він серйозно зайнявся вивченням гомеопатичного методу і вирішив повністю присвятити себе розвитку гомеопатії.
Спочатку Дем'ян Володимирович читав літературу по гомеопатії. Познайомився з лікарями-гомеопатами Москви, замовив ліки в Ленінграді для своєї лікарні і почав перевірку на пацієнтах. Ефект приголомшив. Про свій експеримент Дем'ян Володимирович зробив доповідь перед колегами в Одесі, де познайомився з київським гомеопатом Євгенієм Олександровичем Розумовим, колишнім уповноваженим по Україні від Всеросійського товариства лікарів-гомеопатів. При його підтримці Дем'ян Володимирович у 1935 році перебирається до Києва, де в той час за його спогадами вже було 30 гомеопатів.

Могила Дем'яна Попова, Байкове кладовище

В подальшому тривалий час займався приватною практикою. Згодом почав читати лекції з гомеопатії, публікувати статті в журналах по нетрадиційній медицині (в журналах по традиційній на той час це робити заборонялося) і готувати нове покоління гомеопатів України і інших Держав Радянського Союзу і світу.
Помер від нетривалої хвороби 23 липня 1990 року. Похований на Байковому кладовищі (ділянка № 52, 50°25′18.3″ пн. ш. 30°30′24.5″ сх. д. / 50.421750° пн. ш. 30.506806° сх. д.).
Онук, теж Дем'ян, продовжує його справу. За його участі продовжує роботу Центр Гомеопатії Дем'яна Попова — відомий центр гомеопатії в Києві і Україні.
Другим онуком Дем'яна Попова є Антон Попов, український письменник і лікар-гомеопат.

## Нагороди
Доктор Попов — єдиний гомеопат Радянського Союзу, нагороджений Орденом Трудового Червоного Прапора (28.02.1990) за розвиток гомеопатії у своїй країні.

## Вшанування пам'яті
Рішенням виконкому міської ради міста Ірпінь Київської області в квітні 1993 року вулиця 60 років СРСР перейменована на вулицю Дем'яна Попова.
25 квітня 1998 року в місті Лохвиця Полтавської області встановлено меморіальну дошку в честь Дем'яна Попова, а в лохвицькому краєзнавчому музеї імені Григорія Сковороди відкрита присвячена йому експозиція.